# Sequenced Packet Exchange
SPX (ang. Sequenced Packet Exchange) – protokół warstwy transportowej (czwartej warstwy modelu OSI) będący częścią stosu IPX/SPX opracowanego przez firmę Novell na potrzeby środowiska sieciowego NetWare.
Wzorowany na protokole SPP stosu protokołów XNS firmy Xerox.
Protokół SPX jest połączeniowym protokołem zapewniającym transmisję danych.
Głównym celem jego powstania było zapewnienie stabilnego i bezbłędnego połączenia w trudnych warunkach, nawet kosztem szybkości. Z tego względu pierwsza wersja tego protokołu miała rozmiar ramki ograniczony do 576 bajtów= 
```
  • nagłówek 
IPX
 30 bajtów 
  • nagłówek SPX 12 bajtów
  • dane 156 bajtów.
```

We współczesnych sieciach zalecane jest używanie SPX II, który ma rozmiar ramki zwiększony do standardu Ethernetu (1518 bajtów). Ponadto zostało w nim wprowadzonych wiele cech podobnych do rozwiązań w protokole TCP, dodatkowo zwiększających wydajność.
Protokół SPX był bardzo popularny w latach dziewięćdziesiątych, aktualnie został wyparty przez zestaw protokołów TCP/IP, gdzie jego odpowiednikiem jest protokół TCP.